# Loire-les-Marais
Loire-les-Marais là một xã trong tỉnh Charente-Maritime trong vùng Nouvelle-Aquitaine tây nam nước Pháp. Xã này nằm ở khu vực có độ cao từ 0-27 mét trên mực nước biển.